# Flemming Delfs

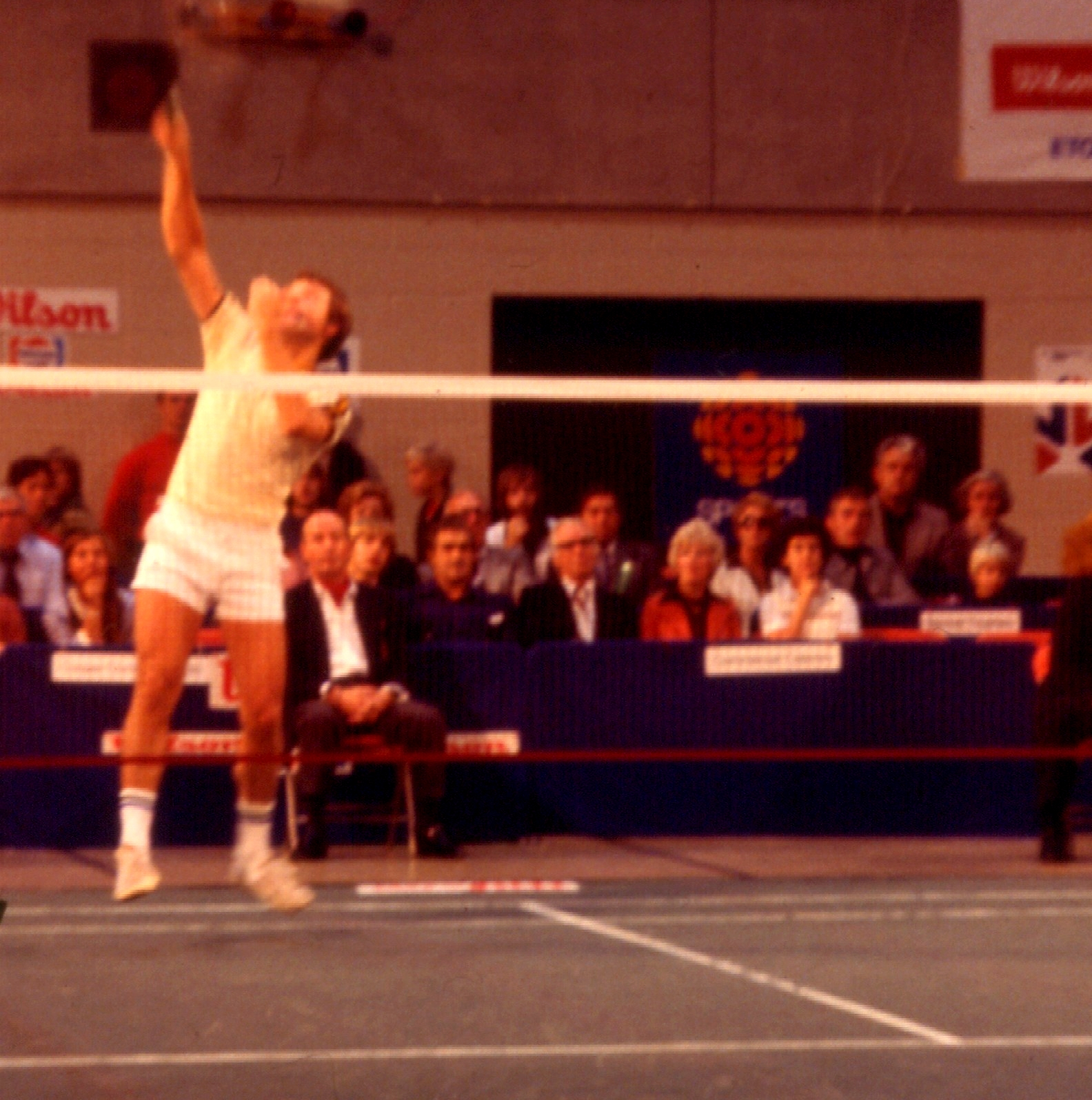
Flemming Delfs bei den Canadian Open 1977

Flemming Delfs (* 7. September 1951) ist ein ehemaliger dänischer Badmintonspieler.

## Karriere
Flemming Delfs war einer der bedeutendsten Badmintonspieler der 1970er Jahre. Er wurde 1976, 1978 und 1980 Europameister im Herreneinzel. Als größten Erfolg verzeichnet er den Gewinn des Herreneinzels bei der ersten Weltmeisterschaft 1977.

## Sportliche Erfolge
| Saison    | Veranstaltung                                         | Disziplin    | Platz | Name |
| --------- | ----------------------------------------------------- | ------------ | ----- | --- |
| 1966/1967 | Dänemark: Einzelmeisterschaften der Junioren U17      | Herreneinzel | 1     | Flemming Delfs, København |
| 1967/1968 | Dänemark: Einzelmeisterschaften der Junioren U19      | Mixed        | 1     | Flemming Delfs, København / Birte Linneballe, Gentofte                                                                                      |
| 1967/1968 | Dänemark: Einzelmeisterschaften der Junioren U19      | Herreneinzel | 1     | Flemming Delfs, København |
| 1968/1969 | Dänemark: Einzelmeisterschaften der Junioren U19      | Herrendoppel | 1     | Flemming Delfs, København / Hans Røpke, Valby                                                                                               |
| 1968/1969 | Dänemark: Einzelmeisterschaften der Junioren U19      | Herreneinzel | 1     | Flemming Delfs, København |
| 1969      | Europameisterschaft der Junioren                      | Herreneinzel | 1     | Flemming Delfs |
| 1969      | Europameisterschaft der Junioren                      | Herrendoppel | 3     | Flemming Delfs / Hans Roepke |
| 1969/1970 | Dänemark: Einzelmeisterschaften der Junioren U19      | Mixed        | 1     | Flemming Delfs, København / Anne Berglund, Østerbro                                                                                         |
| 1969/1970 | Dänemark: Einzelmeisterschaften der Junioren U19      | Herrendoppel | 1     | Flemming Delfs, København / Gert Hansen, Amager                                                                                             |
| 1969/1970 | Dänemark: Einzelmeisterschaften der Junioren U19      | Herreneinzel | 1     | Flemming Delfs, København |
| 1972      | Europameisterschaft                                   | Herreneinzel | 3     | Flemming Delfs |
| 1972      | Kanada: Internationale Meisterschaften                | Mixed        | 1     | Flemming Delfs / Pernille Nedergaard |
| 1973      | India Open                                            | Herreneinzel | 2     | Flemming Delfs |
| 1973      | Nordische Meisterschaften                             | Herrendoppel | 1     | Flemming Delfs / Elo Hansen |
| 1974      | Europameisterschaft                                   | Herrendoppel | 3     | Elo Hansen / Flemming Delfs |
| 1974      | Europameisterschaft                                   | Herreneinzel | 3     | Flemming Delfs |
| 1974/1975 | Dänemark: Einzelmeisterschaften                       | Herrendoppel | 1     | Elo Hansen / Flemming Delfs, Københavns BK                                                                                                  |
| 1974/1975 | German Open                                           | Herreneinzel | 1     | Flemming Delfs |
| 1975      | Swedish Open                                          | Herrendoppel | 3     | Delfs / Hansen |
| 1975      | Norwegian International                               | Herrendoppel | 1     | Elo Hansen / Flemming Delfs |
| 1975      | Norwegian International                               | Herreneinzel | 1     | Flemming Delfs |
| 1975      | Swedish Open                                          | Herreneinzel | 3     | Delfs |
| 1975      | Dutch Open                                            | Herreneinzel | 1     | Flemming Delfs |
| 1975/1976 | Dänemark: Einzelmeisterschaften                       | Herreneinzel | 1     | Flemming Delfs, Værløse |
| 1975/1976 | Dänemark: Einzelmeisterschaften                       | Herrendoppel | 1     | Elo Hansen, Hvidovre BC / Flemming Delfs, Værløse                                                                                           |
| 1976      | Europameisterschaft                                   | Mannschaft   | 1     | Dänemark (Flemming Delfs, Jesper Helledie, Steen Skovgaard, Jette Føge, Susan Hansen, Elo Hansen, Gert Hansen, Lene Køppen, Lonny Bostofte) |
| 1976      | England: Internationale Meisterschaften – All England | Herreneinzel | 3     | Flemming Delfs |
| 1976      | Europameisterschaft                                   | Herreneinzel | 1     | Flemming Delfs |
| 1976      | Nordische Meisterschaften                             | Herreneinzel | 1     | Flemming Delfs |
| 1976      | Schweden: Internationale Meisterschaften              | Herrendoppel | 1     | Flemming Delfs / Elo Hansen |
| 1976      | Niederlande: Internationale Meisterschaften           | Herreneinzel | 1     | Flemming Delfs |
| 1976      | Niederlande: Internationale Meisterschaften           | Herrendoppel | 1     | Flemming Delfs / Elo Hansen |
| 1976/1977 | Dänemark: Internationale Meisterschaften              | Herreneinzel | 1     | Flemming Delfs |
| 1976/1977 | Dänemark: Einzelmeisterschaften                       | Herreneinzel | 1     | Flemming Delfs, Værløse |
| 1977      | England: Internationale Meisterschaften – All England | Herreneinzel | 1     | Flemming Delfs |
| 1977      | Weltmeisterschaft                                     | Herreneinzel | 1     | Flemming Delfs |
| 1977      | Kanada: Internationale Meisterschaften                | Herreneinzel | 1     | Flemming Delfs |
| 1977/1978 | Dänemark: Internationale Meisterschaften              | Herrendoppel | 1     | Steen Skovgaard / Flemming Delfs |
| 1977/1978 | Dänemark: Einzelmeisterschaften                       | Herrendoppel | 1     | Steen Skovgaard, Gentofte BK / Flemming Delfs, Værløse                                                                                      |
| 1978      | Schweden: Internationale Meisterschaften              | Herrendoppel | 1     | Flemming Delfs / Steen Skovgaard |
| 1978      | Europameisterschaft                                   | Herreneinzel | 1     | Flemming Delfs |
| 1978      | Nordische Meisterschaften                             | Herrendoppel | 1     | Flemming Delfs / Steen Skovgaard |
| 1978      | Kanada: Internationale Meisterschaften                | Herreneinzel | 1     | Flemming Delfs |
| 1978      | Niederlande: Internationale Meisterschaften           | Herreneinzel | 1     | Flemming Delfs |
| 1978/1979 | Dänemark: Internationale Meisterschaften              | Herreneinzel | 1     | Flemming Delfs |
| 1979      | All England                                           | Herreneinzel | 2     | Flemming Delfs |
| 1979      | Schweden: Internationale Meisterschaften              | Herreneinzel | 1     | Flemming Delfs |
| 1979      | Schweden: Internationale Meisterschaften              | Herrendoppel | 1     | Flemming Delfs / Steen Skovgaard |
| 1979      | Niederlande: Internationale Meisterschaften           | Herreneinzel | 1     | Flemming Delfs |
| 1979      | English Masters                                       | Herreneinzel | 2     | Flemming Delfs |
| 1979/1980 | Dänemark: Internationale Meisterschaften              | Herrendoppel | 1     | Steen Skovgaard / Flemming Delfs |
| 1980      | Weltmeisterschaft                                     | Herrendoppel | 3     | Steen Kovgaard / Flemming Delfs |
| 1980      | Europameisterschaft                                   | Mannschaft   | 1     | Dänemark (Lene Køppen, Kirsten Larsen, Pia Nielsen, Morten Frost, Flemming Delfs, Steen Fladberg, Steen Skovgaard, Anne Skovgaard)          |
| 1980      | Europameisterschaft                                   | Herreneinzel | 1     | Flemming Delfs |
| 1980      | Europameisterschaft                                   | Herrendoppel | 3     | Flemming Delfs / Steen Skovgaard |
| 1980/1981 | Dänemark: Einzelmeisterschaften                       | Herreneinzel | 1     | Flemming Delfs, Greve Strand |
| 1980/1981 | Dänemark: Einzelmeisterschaften                       | Herrendoppel | 1     | Steen Skovgaard, Gentofte BK / Flemming Delfs, Greve Strand                                                                                 |